# Fellenoord (Heusden)
De Fellenoord is een buurtschap ten zuiden van het dorp Drunen in de Noord-Brabantse gemeente Heusden. Er staat een boerderij uit 1652, een schaapskooi (nu een huis) en twee bungalows.
De naam Fellenoord is afgeleid van felle dat duidt op woeste & donkerbegroeide omgeving; oord duidt op plaats. Dus vrij vertaald betekent dit derhalve woeste, donkerbegroeide plaats.
Het Rijksmonument uit zeker 1652 is door de laatste eigenaar Jan van Wezel, overleden in 1973, overgedaan aan de stichting "Vrienden van de Fellenoord" tot behoud van deze voor een op te richten Heemkundig Studiecentrum; daarna is het voor een symbolisch bedrag overgedragen door deze stichting aan het Brabants Monumentenfonds. Daarmee lijkt de toekomst van deze oude boerderij veiliggesteld.
Beheerder en tevens bestuurslid Jan Poort heeft in 2002 ter gelegenheid van het jubileum (ruim 350 jaar oude boerderij) een boekje laten verschijnen met als titel Verhalen over de Fellenoord 4.